# Josepha Sherman
Josepha Sherman (* 12. Dezember 1946 in New York City; † 23. August 2012) war eine US-amerikanische Science-Fiction und Fantasy-Schriftstellerin, Herausgeberin und Volkskundlerin. 1990 gewann sie den Compton Crook Award für den Roman The Shining Falcon.

## Bibliografie

### Reihen

#### Buffyverse
- Todestanz, 2000, ISBN 3-8025-2754-2, Visitors, 1999 (mit Laura Anne Gilman)
- Stille Wasser, 2001, ISBN 3-8025-2796-8, Deep Water, 2000 (mit Laura Anne Gilman)

#### Find Your Fate Junior Transformers
- The Invisibility Factor, 1986

#### Bardic Choices
- A Cast of Corbies, 1994 (mit Mercedes Lackey)

#### Prince of the Sidhe
- The Shattered Oath, 1995
- Forging the Runes, 1996

#### Star Trek
(mit Susan Schwartz)
- Vulcan's Forge, 1997
- Vulcan's Heart, 1999
- Vulcan's Soul Book One, 2004
- Exiles: Vulcan's Soul Trilogy Book Two, 2006
- Epiphany: Vulcan's Soul Trilogy Book Three, 2007

#### Bard's Tale
- Die Burg der Verräter, 1995, ISBN 3-404-20261-9, Castle of Deception, 1992 (mit Mercedes Lackey)
- The Chaos Gate, 1994

#### Highlander
- Highlander: The Captive Soul, 1998

#### Mage Knight
- The Black Thorn Gambit, 2004

#### Gene Roddenberry's Andromeda
- Through the Looking Glass, 2005

### Romane
- Golden Girl and the Crystal of Doom, 1986
- The Shining Falcon, 1989
- The Horse of Flame, 1990
- Child of Faerie, Child of Earth, 1992
- A Strange and Ancient Name, 1992
- Windleaf, 1993
- Gleaming Bright, 1994
- King's Son, Magic's Son, 1994
- Son of Darkness, 1998
- Barrel Racing, 2000
- Bull Riding, 2000

### Sachbücher
- Indian Tribes of North America, 1986
- Greasy Grimy Gopher Guts: The Subversive Folklore of Childhood, 1995 (mit Toni Weisskopf)
- The First Americans: Spirit of the Land and the People, 1996
- Xena: All I Need to Know I Learned from the Warrior Princess, 1998
- Artificial Intelligence, 2000 (mit Robert L Perry)
- Build Your Own Website, 2000 (mit Robert L Perry)
- Multimedia Magic, 2000 (mit Robert L Perry)
- Personal Computer Communications, 2000 (mit Robert L Perry)
- Bill Gates: Computer King, 2000
- Jeff Bezos: King of Amazon, 2001
- Larry Ellison: Sheer Nerve, 2001 (mit Daniel Ehrenhaft)
- The Ear: Learning How We Hear, 2001
- The Upper Limbs: Learning about How We Use Our Arms, Elbows, Forearms, and Hands, 2001
- Samuel de Champlain: Explorer of the Great Lakes Region and Founder of Quebec, 2002
- Henry Hudson: English Explorer of the Northwest Passage, 2002
- Mythology for Storytellers, 2002
- Competitive Soccer for Girls, 2002
- Deep Space Observation Satellites, 2003
- The History of the Internet, 2003
- The History of the Personal Computer, 2003
- Internet Safety, 2003
- Flakes and Flurries: A Book about Snow, 2003
- Gusts and Gales: A Book about Wind, 2003
- Nature's Fireworks: A Book about Lightning, 2003
- Splish Splash!: A Book about Rain, 2003
- Sunshine: A Book about Sunlight, 2003
- Shapes in the Sky: A Book about Clouds, 2003
- The Cold War, 2003
- Your Travel Guide to Ancient China, 2003
- Your Travel Guide to Ancient Israel, 2003
- Geothermal Power, 2003
- Hydroelectric Power, 2003
- Nuclear Power, 2003
- Solar Power, 2003
- Wind Power, 2003
- It's a Www. World, 2004
- Fossil Fuel Power, 2004
- Queen Lydia Liliuokalani, Last Ruler of Hawaii, 2004

### Kurzgeschichten
- Lifaris Ring, 1989, The ring of Lifari, 1987
- Ausreisser, 1990, Runaways, 1988
- The Magic-stealer, 1991
- Der Preis der Macht, 1998, The Price of the Wind, 1991
- Rote Schwingen, 1998, Red Wings, 1992
- Monsieur Verne and the Martian Invasion, 1993
- Die Erzählung der Klugen Alten, 1993, Wise one's tale, 1993
- Ancient Magics, Ancient Hope, 1994
- The Defender of Central Park, 1994
- Racehorse Predicts the Future!, 1994
- The Case of the Purloined L'Isitek, 1995
- Old Woman Who Created Life, 1995
- Teacher's Pet, 1995
- Witch-Horse, 1995
- The Coyote Virus, 1996
- I've Got the Horse, Right Here, 1996
- Mother Knows Best, 1996
- One Late Night, with Jackal, 1996
- A Song of Strange Revenge, 1996
- Fangs for the Memory, 1997
- A Game of Mehen, 1997
- Ilian, 1997
- Netted, 1997
- Wild Hope, 1997
- The Cat Who Wasn't Black, 1998
- Feeding Frenzy Or the Further Adventures of the Frog Prince, 1999
- A Question of Faith, 1999
- Shiftless, 1999
- The Dreams That Stuff Is Made of, 2000
- Images, 2000
- The Silver Flame, 2000
- A Hero for the Gods, 2004
- Cat-Friend, 2005
- The Case Of The Haunted City, 2009

### Als Herausgeberin
- A Sampler of Jewish-American Folklore, 1992
- Rachel the Clever: And Other Jewish Folktales, 1993
- Orphans of the Night, 1995
- In Celebration of Lammas Night, 1995
- Trickster Tales: Forty Folk Stories from Around the World, 1996
- Lammas Night, 1996 (mit Mercedes Lackey)
- Urban Nightmares, 1997 (mit Keith R.A. DeCandido)
- Merlin's Kin: World Tales of the Heroic Magician, 1998
- Told Tales: Nine Folktales from Around the World, 1999
- Magic Hoofbeats: Fabulous Horse Tales, 2004
- Young Warriors: Stories Of Strength, 2005 (mit Tamora Pierce)

### Drehbuch
- The Adventures of the Galaxy Rangers, 1986